# Вільбур Каш
Вільбур Каш (англ. Wilbur Cush, 10 червня 1928 — 28 липня 1981) — північноірландський футболіст, що грав на позиції півзахисника за клуби «Гленавон», «Лідс Юнайтед» та «Портадаун», а також національну збірну Північної Ірландії.

## Клубна кар'єра
У дорослому футболі дебютував 1947 року виступами за команду «Гленавон», в якій провів десять сезонів. 
Своєю грою за цю команду привернув увагу представників тренерського штабу англійського «Лідс Юнайтед», до складу якого приєднався 1957 року. Відіграв за команду з Лідса наступні три сезони своєї ігрової кар'єри. Більшість часу, проведеного у складі «Лідс Юнайтед», був основним гравцем команди.
1960 року уклав контракт з клубом «Портадаун», у складі якого провів наступні сім років своєї кар'єри гравця. 
Завершив ігрову кар'єру у рідному «Гленавоні». Повернувся до нього 1967 року, захищав його кольори до припинення виступів на професійному рівні у 1968.

## Виступи за збірну
1950 року дебютував в офіційних матчах у складі національної збірної Північної Ірландії. Протягом кар'єри у національній команді, яка тривала 12 років, провів у її формі 26 матчів, забивши 6 голів.
Був гравцем основного складу збірної на чемпіонаті світу 1958 у Швеції, де взяв участь в усіх її п'яти матчах на турнірі і де північноірландці припинили боротьбу на стадії чвертьфіналів.
Помер 28 липня 1981 року на 54-му році життя.